# 普亞蒂德尼
50°51′11″N 24°13′19″E / 50.85306°N 24.22194°E
普亞蒂德尼（羅馬化：Piatydni）是烏克蘭西北部的村莊，隸屬沃倫州的沃洛德米爾區。該村始建於1259年，面積13平方公里，海拔高度187米，2001年人口841，人口密度每平方公里64.69人。